# Lang Tarn
Der Lang Tarn ist ein See im Lake District, Cumbria, England. Er liegt nördlich des Blawith Knott. Er hat keinen erkennbaren Zufluss, der Mere Sike ist sein Abfluss an der nördlichen Seite.